# Agrilus fulgens
Agrilus fulgens är en skalbaggsart som beskrevs av Leconte 1860. Agrilus fulgens ingår i släktet Agrilus och familjen praktbaggar. Inga underarter finns listade i Catalogue of Life.